# 29844 Millette
29844 Millette este o planetă minoră (asteroid), cu un diametru de 5,055 km, din centura de asteroizi. A fost descoperită pe 22 martie 1999 la Stația Anderson Mesa de Lowell Observatory Near-Earth-Object Search. 
Obiectul prezintă o orbită caracterizată de o semiaxă mare de 2,7903062 UAi, o excentricitate de 0,07, o înclinație de 3,17755 ° în raport cu ecliptica.